# Mozambiki polgárháború
A mozambiki polgárháború 1977-ben kezdődött, két évvel azután, hogy Mozambik elnyerte függetlenségért Portugáliától, és egészen 1992-ig tartott. Az országot a szabadságharcot sikerrel megvívó Frente de Libertação de Moçambique (FRELIMO) párt kormányozta, amely ellen a Rhodesiában létrehozott Resistência Nacional Moçambicana (RENAMO) harcolt. A RENAMO-t kezdetben Rhodesia, majd annak megszűnését követően, 1980-tól a Dél-afrikai Köztársaság támogatta. A harcok és éhínség becslések szerint mintegy 900 000 ember életébe került. Több mint ötmillió civilnek kellett elhagynia lakóhelyét, sok ember a harcok során telepített taposóaknák áldozata lett, amelyek a mai napig veszélyt jelentenek a lakosságra.
1977-ben Rhodesia megalapította a RENAMO-t, hogy katonai harcot folytasson az 1975-ös függetlenség óta Mozambikban uralkodó FRELIMO-val. Ennek oka az volt, hogy a Frelimo viszont fegyverekkel és visszavonulási területekkel támogatta a mozambiki határvidéken a zimbabwei Nemzeti Afrikai Felszabadító Hadsereget (ZANLA), amely a fehérek uralma ellen küzdött Rhodesiában. 1980-ban ezt a célt elérték, a fehérek uralma megszűnt, az országot azóta Zimbabwének hívják. Ettől kezdve Dél-Afrika átvette a RENAMO támogatását. A pretoriai apartheid-kormány meg akarta akadályozni, hogy a dél-afrikai ellenzéki Afrikai Nemzeti Kongresszus (ANC) harcosai visszavonulási bázisokat hozzanak létre Mozambikban. A polgárháború ún. meghatalmazott háború jellegét tükrözte, mivel az uralkodó FRELIMO marxista volt és a Szovjetunió támogatta, míg a RENAMO Dél-Afrikán kívül az USA-tól kapott fegyverellátmányokat. A Gersony-jelentés 1988 áprilisában benyújtotta az Egyesült Államok Külügyminisztériumának "A mozambiki menekültek számának összefoglalása a mozambiki konfliktus miatt" c. dokumentumot, amelyben szemtanúk beszámolóit vagy a menekültek egyéb hiteles bizonyítékait rögzítették a RENAMO által elkövetett gyilkosságokról, melyeket a legváltozatosabb módszerekkel (lőfegyverek, kés, fejsze, szuronyos, élve elégetés, agyonverés, kiéheztetés) hajtottak végre. A mozambiki civilek voltak a RENAMO fő célpontjai a háborúban, bár a kormányzati létesítményeket és a gazdasági infrastruktúrát is támadták. A RENAMO arról is híres volt, hogy gyermekkatonákat használt. A Samora Machel elnök által vezetett FRELIMO-kormányt a RENAMO akciói gazdaságilag tönkretették. A Szovjetunióval kötött katonai és diplomáciai szövetség nem tudta pótolni az okozott gazdasági kárt és az éhínséget sem enyhítette. Végül Machel elnöknek 1984. március 16-án alá kellett írnia a Dél-Afrikával kötött Nkomati Egyezményt az agressziómentességről. Ebben a pretoriai kormány gazdasági segítséget ígért a FRELIMO biztosításáért cserébe, hogy megakadályozza az ANC-t abban, hogy Mozambikot visszavonulási bázisként használja a dél-afrikai razziák során. A Nkomati Megállapodás után a RENAMO támogatása a dél-afrikai kormány részéről valóban alábbhagyott, de azok a dokumentumok, amelyeket 1985 augusztusában a közép-mozambiki Gorongosa RENAMO-központjának elfogása során felszínre kerültek, bizonyítják, hogy a dél-afrikai kormány továbbra is kommunikált a RENAMO-val, és fegyverszállítmányokat is küldött neki. 1984. december 6-án Niassa tartományban, Unango térségében a RENAMO részéről támadás ért egy konvojt, amelynek során több polgári személy - köztük keletnémet segélyszervezeti munkatársak - életét vesztette. A merénylők pontos kiléte és motívumai azóta sem tisztázottak. Ennek eredményeként az NDK csökkentette fejlesztési együttműködését Mozambikkal, és körülbelül hat hónappal később mintegy 1000 embere hagyta el az afrikai országot. 1986. október 19-én az államfő, Samora Machel repülőgép-szerencsétlenség áldozata lett Dél-Afrikában, a mozambiki határ közelében. Később egy nemzetközi vizsgálat megállapította, hogy a balesetet a legénység hibái okozták, de ez a mai napig vita tárgya. Machel utódja Joaquim Alberto Chissano volt, aki 1975-től Machel haláláig külügyminiszter volt. Chissano folytatta Machel politikáját, és megpróbálta kiterjeszteni Mozambik nemzetközi kapcsolatait, különösen nyugatra, emellett belső reformokat is végrehajtott. Amikor 1991-ben a hidegháború véget ért , és az apartheid rezsim is kisvártatva összeomlott Dél-Afrikában, ennek következtében Pretoriából már nem támogatták a RENAMO-t, melynek segélyezését az Egyesült Államok is beszüntette. Ezt követően sor került az első közvetlen tárgyalásokra a FRELIMO és a RENAMO között. Az új alkotmány 1989 júliusában kiadott FRELIMO-féle tervezete egyúttal utat nyitott egy demokratikusabb államberendezkedés felé, amelyet végül 1990 novemberében rögzített az új alkotmány. Ennek következtében Mozambikban létrejött a többpártrendszer, rendszeres választásokkal és garantált demokratikus jogokkal. 1992. október 4-én a polgárháború hivatalosan a felek közötti békeszerződés , a római általános békeszerződés aláírásával ért véget. A békeszerződés 1992. október 15-én lépett hatályba. Eredményeképpen az ENSZ egy 7500 fős békefenntartó erőt (ONUMOZ) küldött Mozambikba, amely két éven át ellenőrizte az átmenet időszakát. Az első, 1994. október 27–28-i választásokat 2400 nemzetközi megfigyelő is figyelemmel kísérte. Az utolsó ONUMOZ-erők 1995 tavaszán hagyták el az országot. 
A polgárháború egyik legsúlyosabb következménye a mai napig az ország nagy részének taposóaknákkal való szennyezettsége. 2010 márciusában az Országos Aknamentesítő Intézet Mozambik 128 körzetéből 63-at aknamentesnek nyilvánított. A hivatalos adatok szerint 2009-ben 15 embert öltek meg a taposóaknák. 2015. szeptember 17-én a mozambiki kormány aknamentesnek nyilvánította az országot, bár ezt a kormányzattól független civil- és más külföldi szervezetek is vitatják. Tény, hogy 1992 óta csaknem 171 000 aknát távolítottak el.